# Deir Ayoub
Deir Ayoub (دير أيوب ) était un village palestinien dans le sous-district de Ramle. Il a été vidé de sa population lors de la guerre de 1948, le 6 mars 1948 par les brigades Guivati et Sheva lors de l’opération Nachshon. Lors de l’attaque, le village était défendu par la légion arabe jordanienne, mais a tout de même été en grande partie détruit. Ne subsistent que quelques maisons et le cimetière du village.

## Géographie
Le village était situé à 325 m d’altitude et à 17,5 km au sud-est de Ramla, à 24 km à l’ouest de Jérusalem.
Situé en bordure occidentale des collines de Jérusalem, le village, perché sur une petite colline, bénéficiait de plusieurs écosystèmes différents, entre la plaine et le plateau cultivables et les collines pâturables. Il surplombe au nord la route Jaffa-Jérusalem, qui passe à moins de 500 m, ce qui lui donne un emplacement stratégique au débouché du défilé du Bab al-Wad (en) entre la plaine côtière fertile et les montagnes de Cisjordanie.

## Histoire
Selon les croyances locales, la tombe du prophète Ayoub (Job dans la Bible) se situe au nord-ouest du village. Des vestiges archéologiques de la fin de la période hellénistique et du début de l’empire romain (fin du Ier siècle av. J.-C.-début du Ier siècle.

### Période ottomane

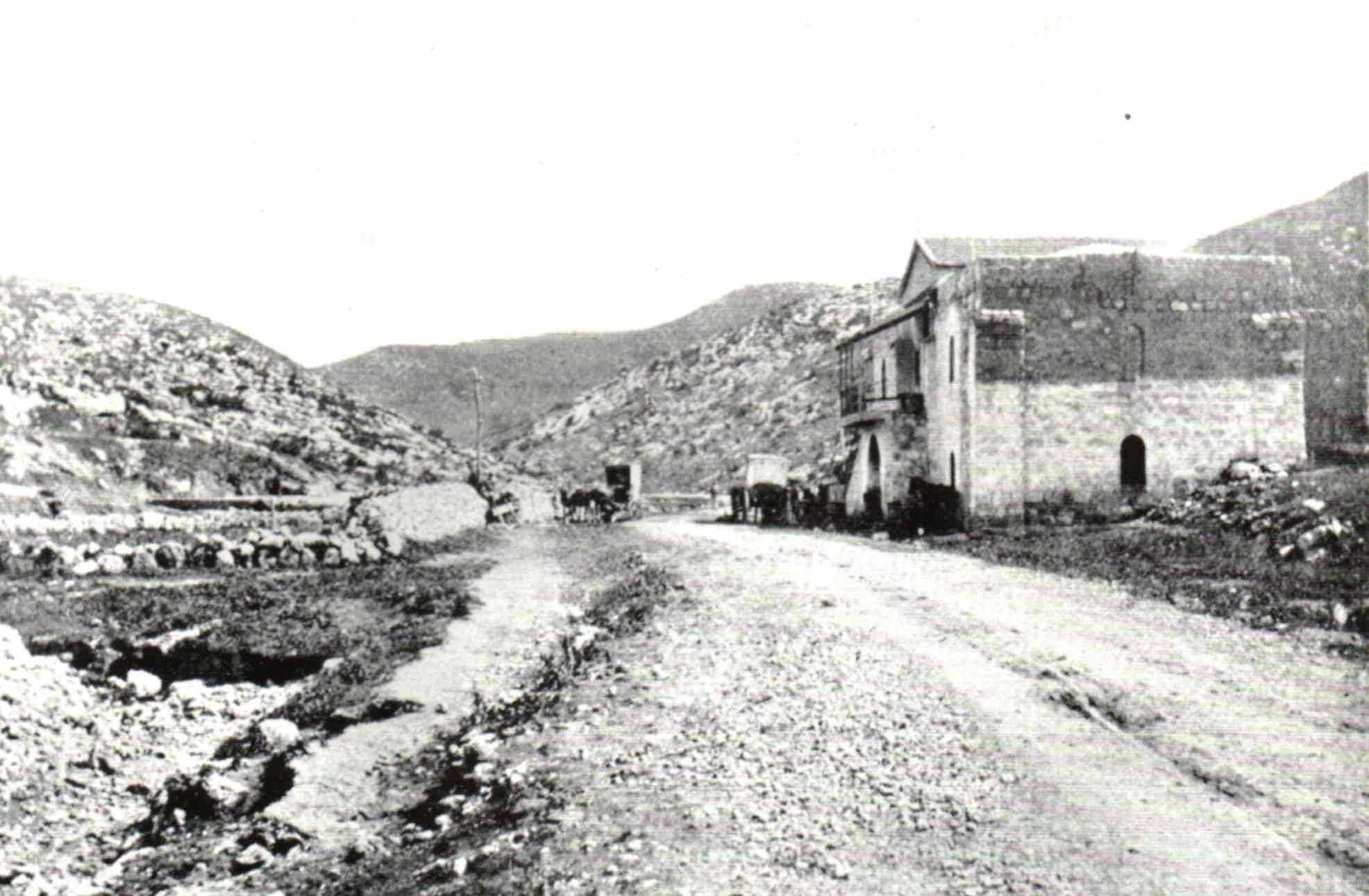
Le caravansérail, au bord de la grande route, en 1910.

Un caravansérail était installé à proximité du village, servant aux voyageurs allant ou venant de Jérusalem.
Un recensement de l’empire ottoman enregistre le village comme relevant de la nahiya (sous-district) de Ramla, dans le sandjak de Gaza, avec une population estimée de 94 personnes. Les villageois payaient une taxe de 25% sur les produits agricoles, blé, orge, fruits, chèvres, ruches et vignes. Un douzièmes des revenus allaient à un waqf.
En 1838, il est signalé comme le village musulman de Deir Eyub, près d’Ibn Humar dans le district d’Er-Ramleh. En 1849, l’Américain William Lynch signale la qualité des cultures dans la zone.
Le village est visité par Victor Guérin en 1863. Une liste de villages ottomane de 1870 lui donne une population de 36 habitants, dans 9 maisons, le décompte excluant les femmes,.
En 1883, le Fonds d’exploration de la Palestine décrit Deir Ayoub comme un hameau au sommet d’une colline. Plusieurs fois des constestations se sont élevées entre les villageois de Deir Ayoub et ceux de Saris et de Bayt Mahsir. 
En 1917, le village est vidé de ses habitants par l’armée britannique lors de la campagne de Palestine, qui peuvent revenir ensuite. La carte militaire produite en 1918, grâce aux photographies aériennes prises par le 304e Bavarian Squadron du Royaume-Uni, montre le récent développement du réseau routier autour de Deir Ayoub.

### Palestine mandataire
Dans le recensement de la Palestine de 1922 effectué par l’autorité mandataire britannique, Deir Ayoub avait 215 habitants, tous musulmans, augmentant au recensement de 1931 à 229 habitants, tous musulmans et 66 maisons.
En 1926-1927, le colon britannique décide d’implanter une forêt de 200 hectares aux limites des terres de Deir Ayoub. En 1938, lors de la grande révolte arabe, les Britanniques infligent une punition collective au village, dont de nombreuses maisons sont détruites.
En 1941, le village passe du sous-district de Jérusalem à celui de Ramle
Les Village Statistics de 1945 indiquent une population de 320 musulmans,, avec 2 769 dunums de terres cultivées en céréales, 127 irrigués ou en vergers, dont 10 dunums d’oliviers et 26 dunums classés comme zone construite. En 1948, la population est estimée à 371 personnes.
Une école élémentaire est créée en 1947 et accueille 51 enfants ; elle est construite par souscription et le salaire de l’instituteur payé collectivement par les villageois.

Cartes de Deir Ayoub à l’époque mandataire.
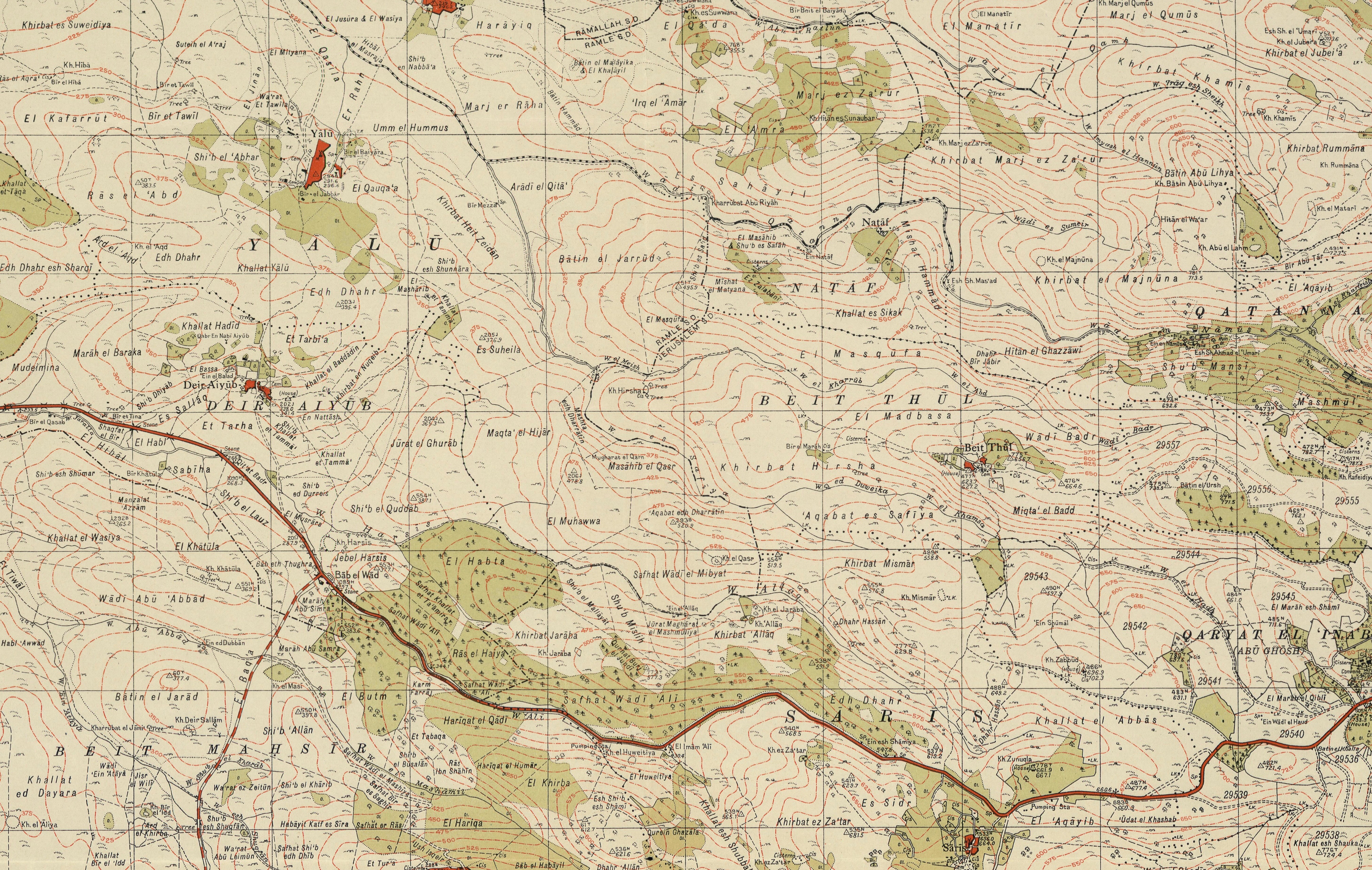
Deir Ayoub en 1943 (échelle 1:20 000, le village est au milieu à gauche).
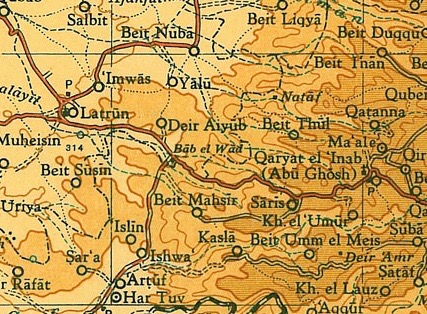
Deir Ayoub en 1945 (échelle 1:250 000.
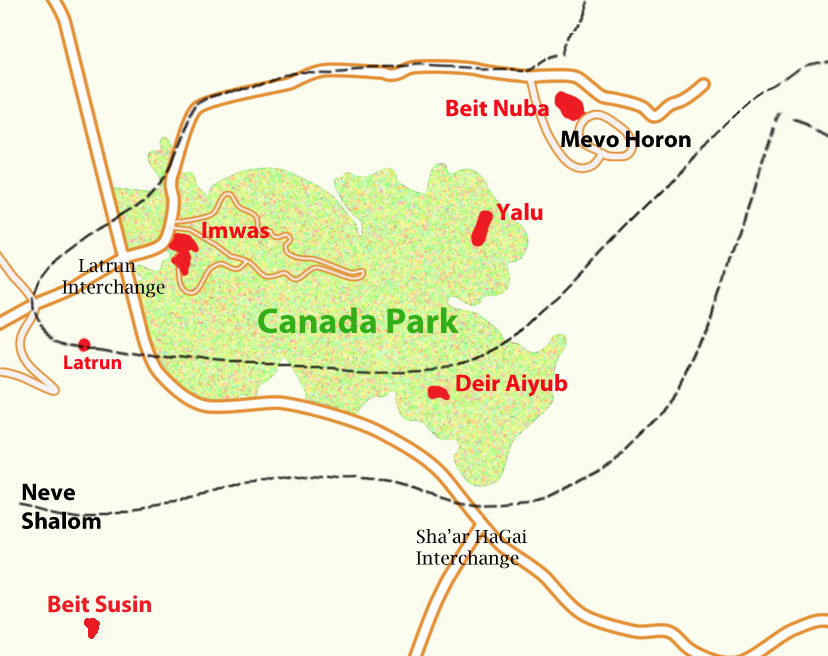
Emplacement du village de Deir Ayoub dans le Canada Park entre les échangeurs de Latroun et de Sha’ar HaGai.

### Guerre de 1948 et conséquences

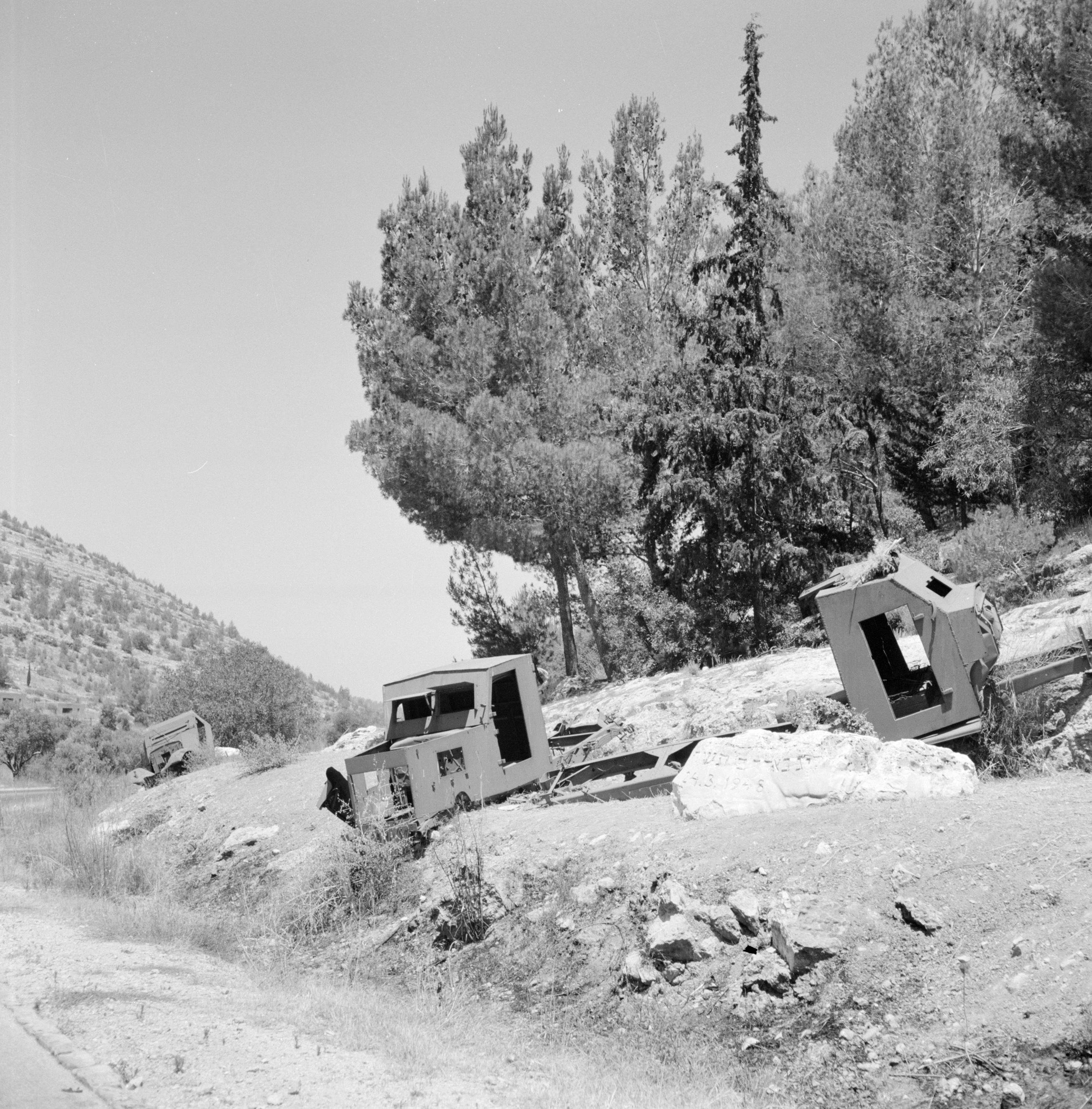
Carcasses de blindés détruits lors des batailles de Latroun dans le Bab al-Wadi en 1948 (photo prise en 1964).

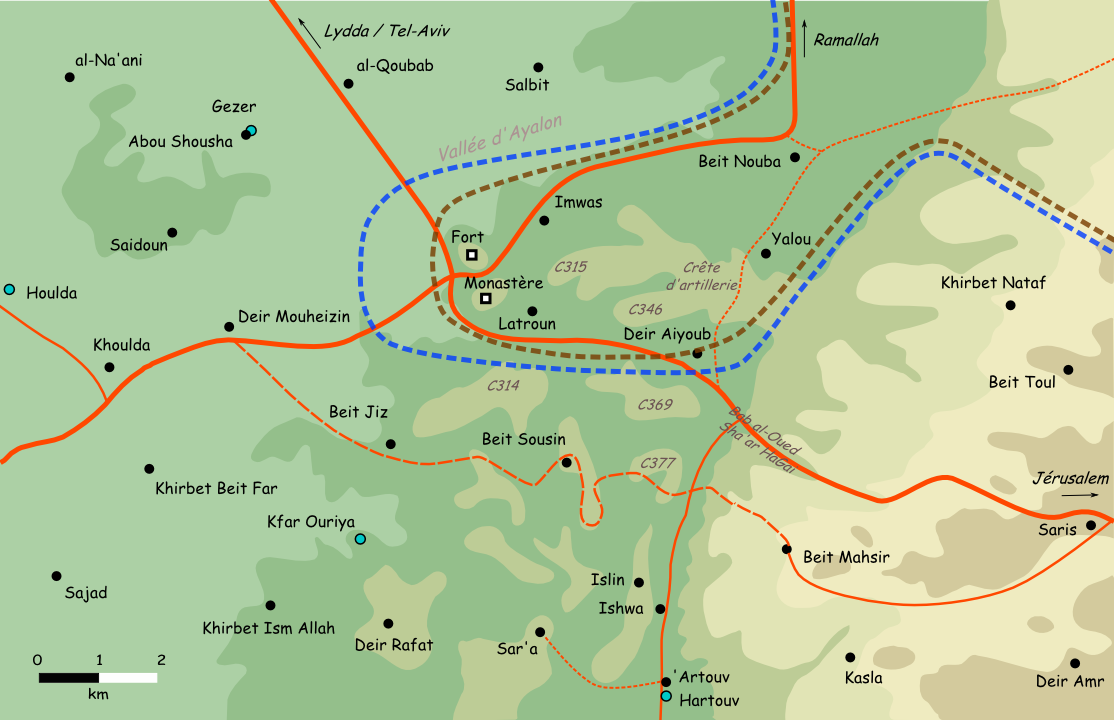
Deir Ayoub dans la zone des batailles de Latroun. Situation au 19 juillet 1948 ; la ligne bleue tiretée représente les positions israéliennes, la ligne tiretée marron celles de l’armée jordanienne, la ligne tiretée rouge la route de Birmanie.

Lors de la guerre de 1948, Deir Ayoub est attaqué une première fois par 25 hommes de la Haganah le 21 décembre 1947, selon le moukhtar. Trois maisons sont détruites au canon, sans causer de victimes. Selon Ilan Pappé, cette attaque relève de la tactique de « reconnaissance violente » pratiquée par la Haganah : l’irruption a lieu de nuit, les villageois sont rassemblés sur la place, des coups de feu sont tirés, ceux qui résistent sont abattus. À Deir Ayoub, il s’agissait d’un test de cette technique d’intimidation, inspirée des méthodes d’Orde Wingate, officier britannique spécialiste des guerres de guérilla. L’attaque se limite, cette fois-là, à des tirs au hasard sur les façades. Le 7 février 1948, les troupes britanniques démolissent deux maisons, qui auraient été utilisées pour tirer sur les convois juifs de la route de Birmanie.
Au cours de l’opération Nachshon, le village est conquis et perdu plusieurs fois par les forces de défense d'Israël (FDI) ; The History of the Haganah indique que le village a été occupé trois fois. Selon Palestine Remembered, le village est expulsé le 6 mars 1948 par la brigade Guivati et la brigade blindée Sheva, lors de l’opération Ben Nun.
Selon Benny Morris, Deir Ayoub a été vidé de sa population en avril 1948, après l’attaque des FDI mais les femmes et les enfants n’ont été expulsés vers la Cisjordanie que fin août 1948,.
En 1949, les accords d'armistice placent Deir Ayoub dans le no man's land de la ligne verte : 28 % des terres du village, dont la forêt britannique, sont placées du côté israélien ; 63 % des terres sont dans le no man’s land ; et 8 % des terres sont placées côté jordanien. Le village est placé dans le saillant de Latroun. Cependant, les FDI utilisent la force pour empêcher que les Palestiniens reviennent dans leurs maisons et revendiquent leurs terres. Le no man’s land, bien que démilitarisé comme prévu par les accords de 1949, est le théâtre d’un assassinat, le 2 novembre 1950, de deux enfants par les FDI, près de Dei Ayoub. Ali Muhammad Ali Alyyan et sa sœur Fakhriyeh Muhammad Ali Alyyan (12 et 10 ans), du village de Yalo ou Yalou étaient dans le lit de l’oued avec un ami quand les FDI leur ont tiré dessus. Selon divers témoignages, un seul soldat leur a tiré dessus à la Sten, mais aucun des autres soldats n’est intervenu.
Après la guerre de 1967, les villages voisins de Imwas, Yalou et Bayt Nuba sont démolis par l’armée israélienne.

## De nos jours
Le nombre des descendants des habitants de Deir Ayoub expulsés en 1948 était estimé à 2280 en 1998.
L’est du parc Canada, financé par des dons de juifs canadiens, recouvre une partie des terres du village. Les ruines du village étaient visibles dans les années 1990, ainsi que le cimetière mais sont désormais recouvertes par la forêt. Des champs de mines placés par l’armée jordanienne et qui n’ont pas été déminés par les Israéliens empêchent la fréquentation du site. uelques amandiers et oliviers subsistent des anciens vergers du village.
L’échangeur de Shaar HaGai (en) de l’autoroute 1 est situé sur les terres du village.